# کسویل (ایندیانا)
کسویل (به انگلیسی: Cassville) یک منطقهٔ مسکونی در ایالات متحده آمریکا است که در شهرستان هوارد، ایندیانا واقع شده‌است. کسویل ۲۵۲٫۰۷ متر بالاتر از سطح دریا واقع شده‌است.